# Kremnica
Kremnica (în germană Kremnitz, în maghiară Körmöcbánya) este un oraș din Slovacia centrală, mai precis din regiunea istorică Hauerland respectiv regiunea Banská Bystrica, cu o populație totală de 4.812 locuitori în 2022. Aici funcționează una din cele mai vechi monetării din Europa, în prezent locul slovac de emisiune a monetelor euro. În trecut, în oraș a locuit o importantă comunitate de germani carpatini (țipțeri), colonizați din Evul Mediu în zonă pentru minerit. Vasta majoritate a acesteia a fost expulzată din Cehoslovacia după 1945 ca urmare a decretelor președintelui Edvard Beneš. Activitatea minieră a încetat în oraș în anul 1970.

## Demografie
| An:                | 1994 | 2004    | 2014   | 2024    |
| ------------------ | ---- | ------- | ------ | ------- |
| Număr de persoane: | 6581 | 5649    | 5513   | 4664    |
| Diferență:         |      | −14,16% | −2,40% | −15,39% |

| An:                | 2023 | 2024   |
| ------------------ | ---- | ------ |
| Număr de persoane: | 4755 | 4664   |
| Diferență:         |      | −1,91% |

## Galerie

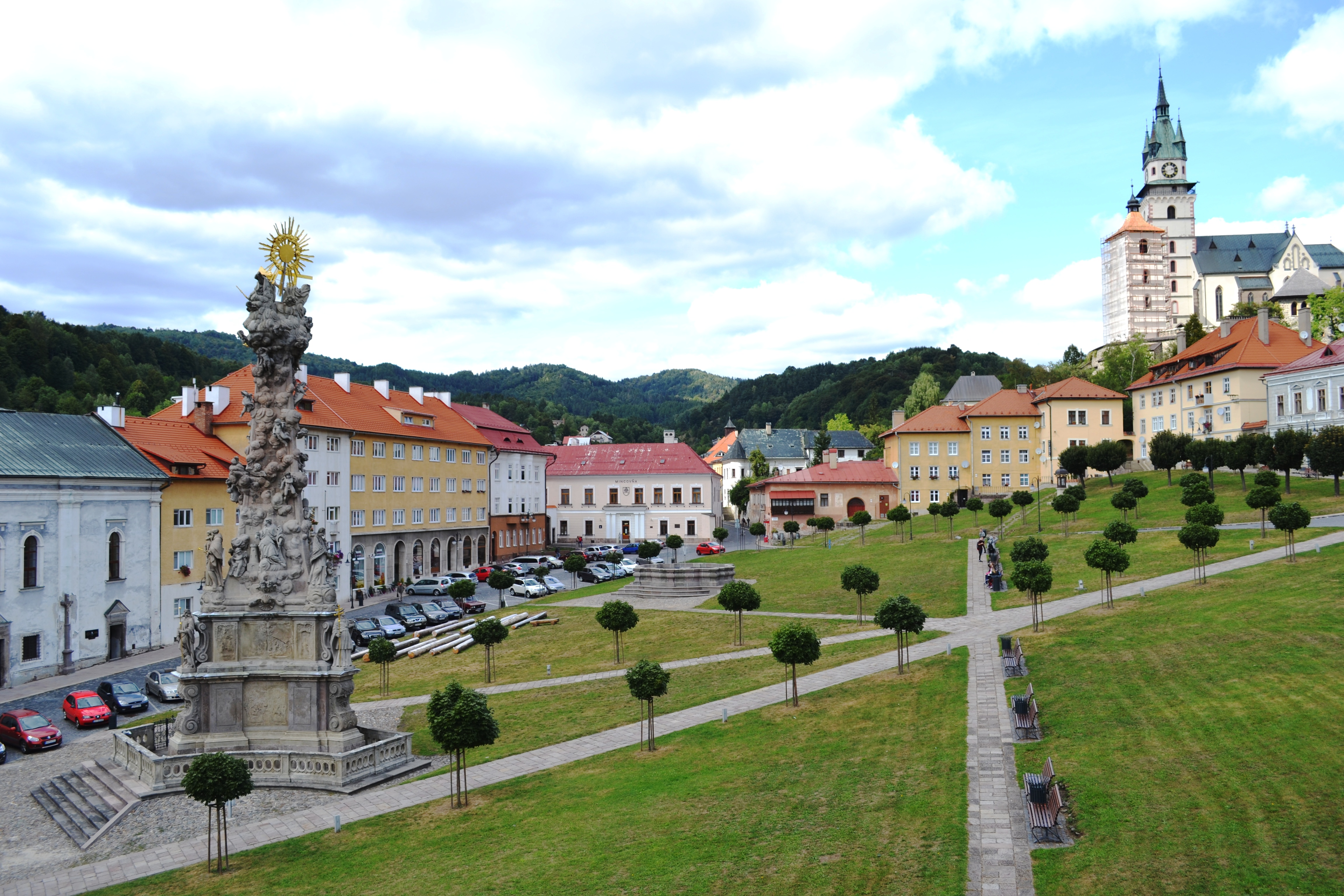
Centrul orașului
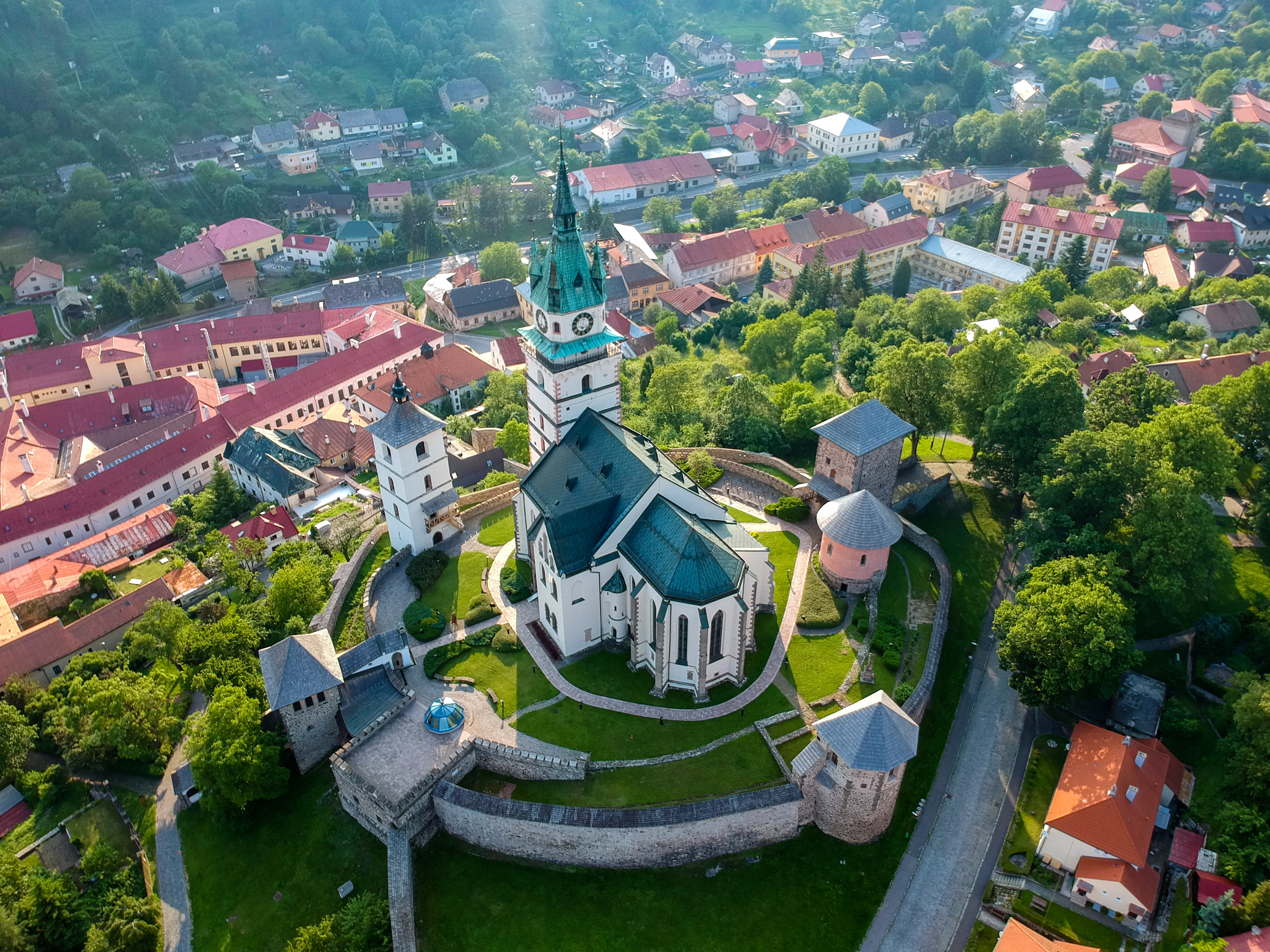
Vedere de sus asupra orașului
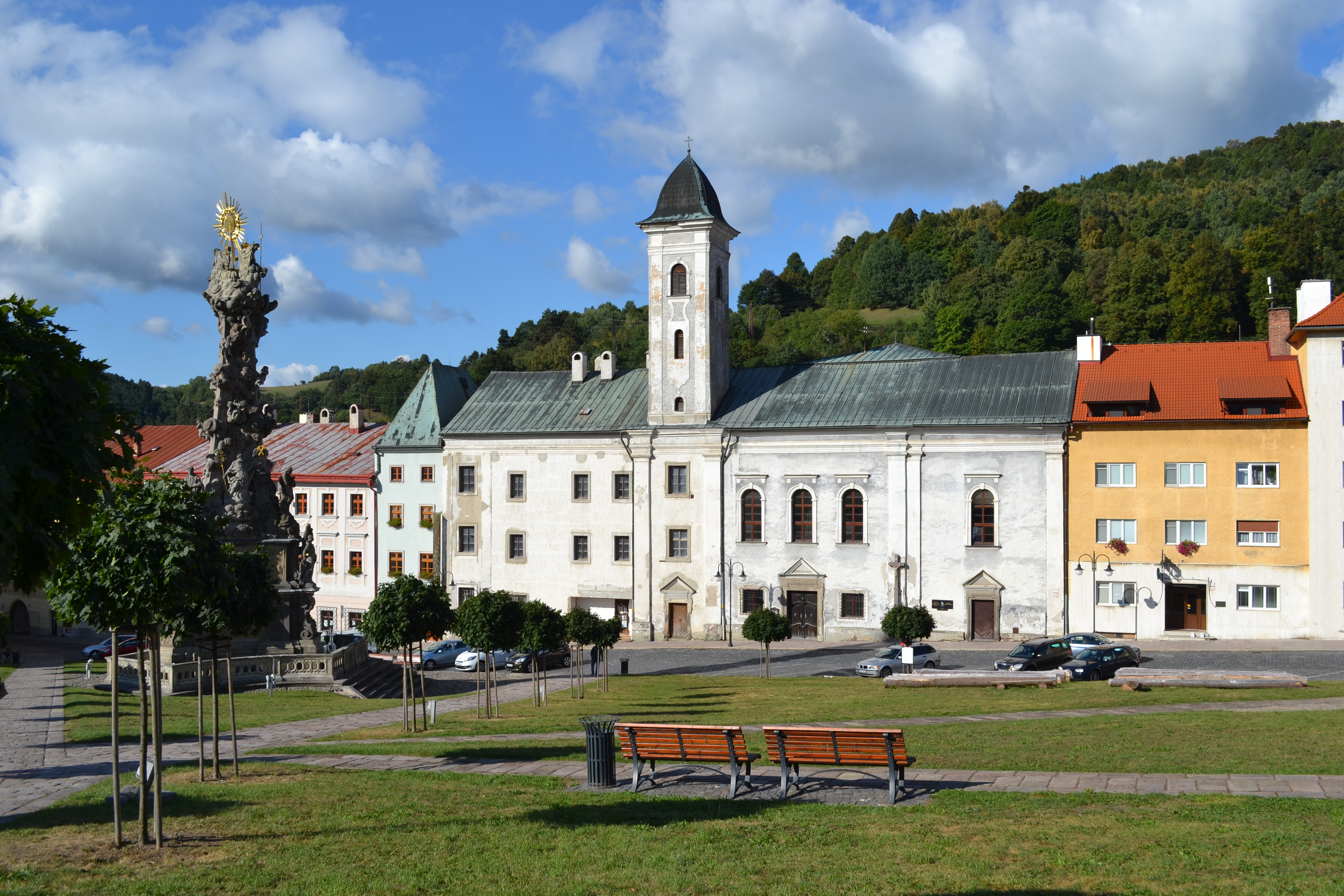
Mănăstirea franciscană
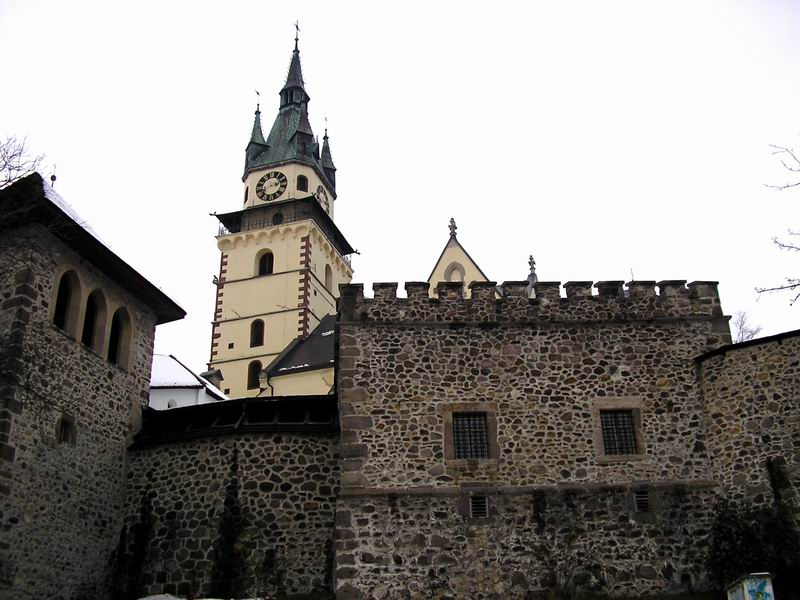
Primăria din Kremnica
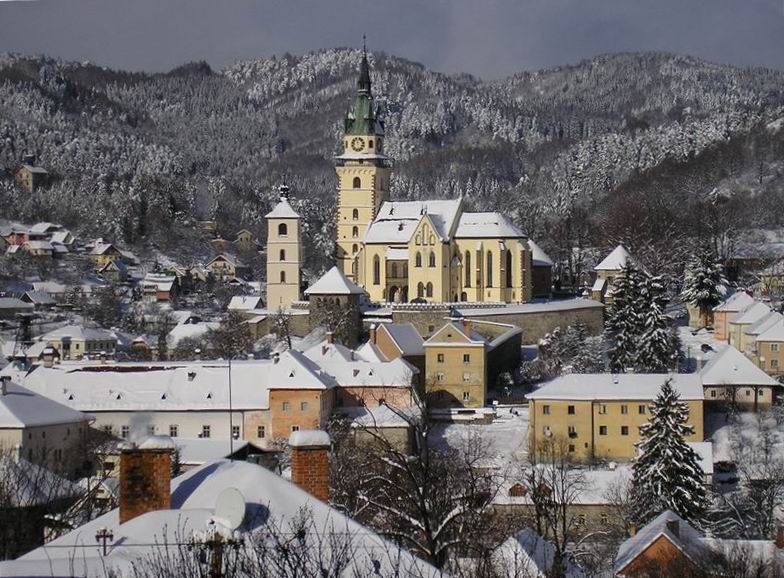
Iarna în Kremnica
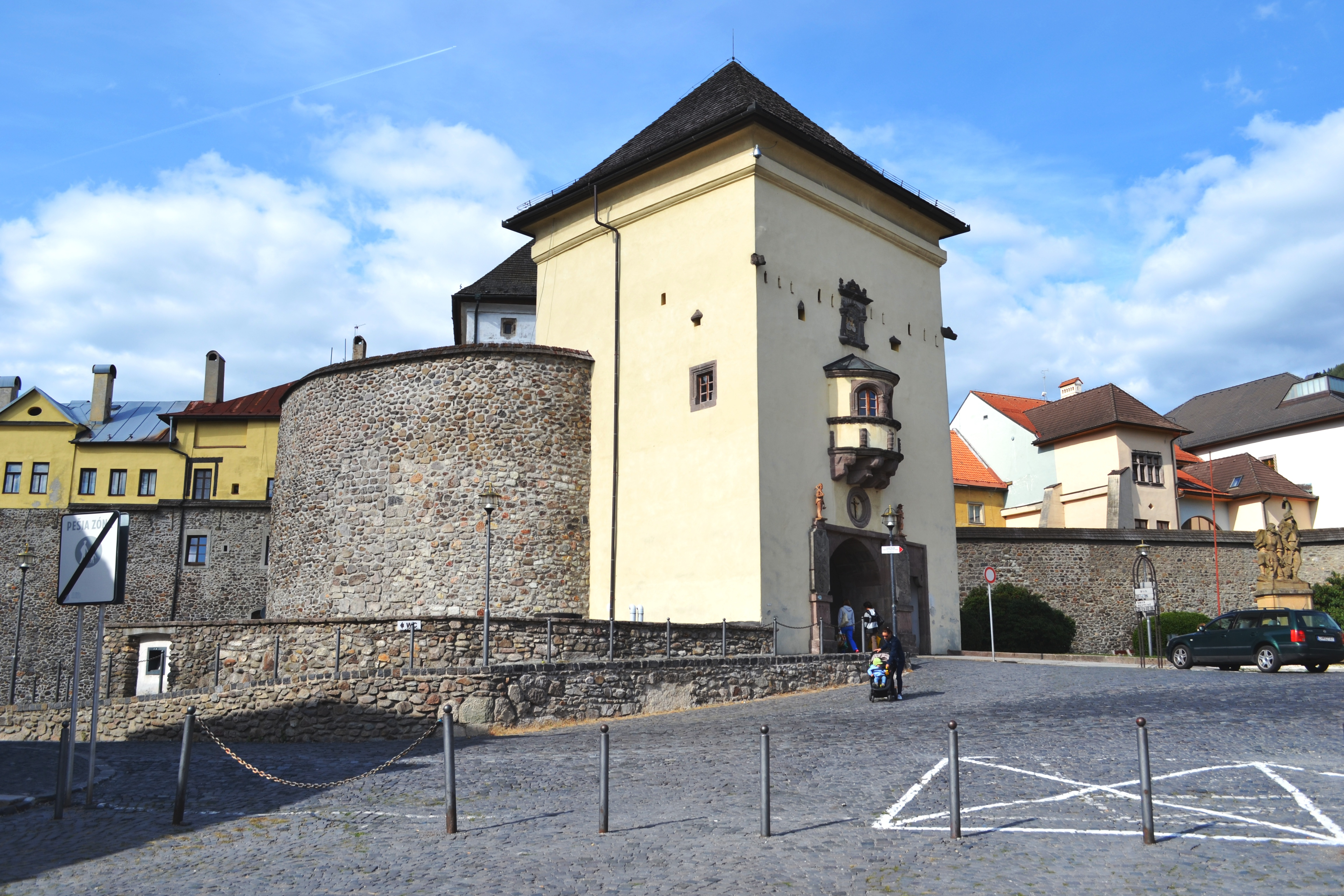
Turnul poartă, poarta de jus din Kremnica
Marca de identificare a monetelor euro emise în Slovacia (acronimul MK provine de la Mincovňa Kremnica)
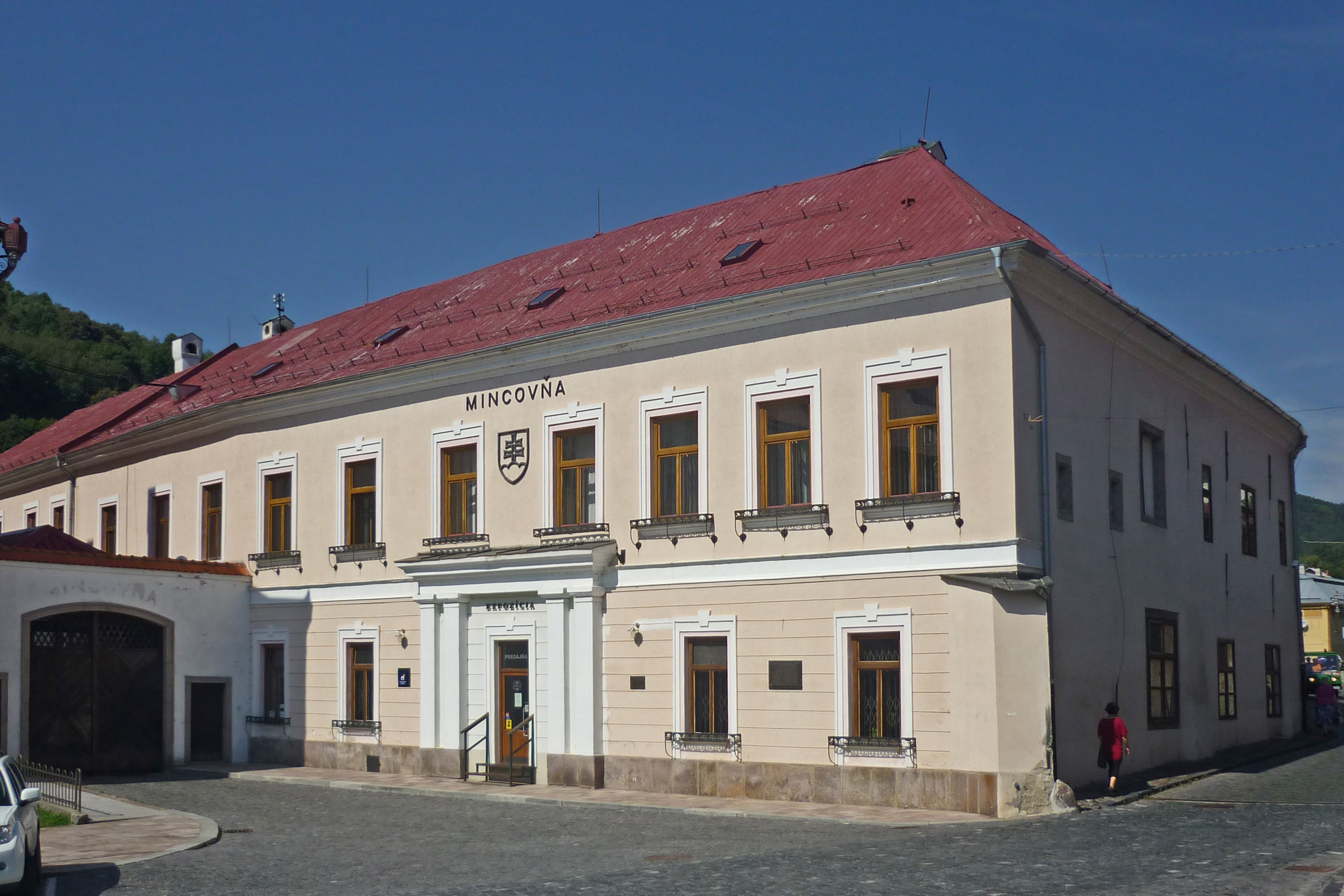
Casa veche de monetărie